# アンニャ・ガルバレク
アンニャ・ガルバレク（Anja Garbarek、1970年7月24日 - ）は、ノルウェーのオスロ出身のシンガーソングライター。父親は、ジャズ・ミュージシャンのヤン・ガルバレクである。
「ダークな歌詞に、明るく、ポップで、破壊的な音楽を乗せるのが好き」という彼女は、猟奇殺人事件や犯罪者の幼少期のトラウマ等からインスパイアを受けた独特の作品を作り続けている。音楽制作をセルフプロデュースで行うなど、マルチに仕事をこなす彼女は、ノルウェーのビョークとも評されている。

## 経歴
サックス奏者の父、ヤンに連れられて、アンニャは幼い頃から世界中を旅していたが、父親の生きるジャズ・シーンには興味を持たず（ヤン自身は典型的なジャズのみならずフリー・ジャズや電子音楽、民族音楽まで手がける特異的なサキソフォニストである）、ケイト・ブッシュやクラブ・ミュージックに深い関心を持っていた。女優を志し、ノルウェーの大学で演劇・ミュージカルを勉強していた彼女は、この時ほとんど楽器の演奏の仕方を知らなかった。
しかし、女優業に挫折。自分に才能がないとわかると、キーボードを練習し、音楽を制作するようになる。1992年に『Velkommen inn』をノルウェー国内でリリース。この作品は、全編ノルウェー語で歌われている。
1996年、『Balloon Mood』をリリース。プロデューサーに、ビョークの『ポスト』『ホモジェニック』『ヴェスパタイン』、U2の『ポップ』等の仕事で知られるキーボード奏者のMarius de Vriesを起用。この時代は、ビョークやポーティスヘッド、Lambといった女性ボーカリスト+男性コンポーザーによるトリップ・ホップ・ミュージックが全盛期を迎えていた。
2001年、『Smiling & Waving』をリリース。5年ぶりのリリースとなる今作は、父親のヤン・ガルバレク、トーク・トークのマーク・ホリス、元ジャパンのリチャード ・バルビエリ、スティーヴ・ジャンセンに加えて、60人を越えるロンドン・セッション・オーケストラを起用。ジャズ界の気鋭に、前衛的なエレクトロ・サウンドとオーケストラ。それに、彼女のウィスパーボイスが絶妙なバランスで加わった今作は、ノルウェーのグラミー賞に当たる音楽祭で高い評価を得る。
その後、レコーディング・エンジニアのJohn Mallisonと結婚した彼女は娘を出産。実はこの時、歌手業は引退するのかという噂が流れていた。
2006年、レコード会社を移籍し、『Briefly Shaking』をリリース。前作のジャズトロニカ的アプローチから一変、『Balloon Mood』を彷彿とさせるような、ポップなアルバムとなる。リュック・ベッソン監督の映画『アンジェラ』に彼女の楽曲が全面的に使用されることが話題となる。同年、『アンジェラ』のサウンドトラックをリリース。「Beyond My Control」や「Her Room」といった、過去のアルバムからの楽曲に、数曲だけ新曲を加えたベスト・アルバム的作品となる。この作品で初めて、日本盤がリリースとなる。

## ディスコグラフィ

### アルバム
- Velkommen inn (1992年、BMG)
- Balloon Mood (1996年、BMG/EMI) ※後にジャケットを新装して再リリース
- Smiling & Waving (2001年、Virgin/EMI) ※ノルウェー盤のみボーナストラックが2曲追加
- Briefly Shaking (2005年、EMI)
- 『アンジェラ オリジナル・サウンドトラック』 - Angel-A Soundtrack (2005年、EMI/東芝EMI) ※映画『アンジェラ』サントラ
- The Road Is Just a Surface (2018年)

### 参加アルバム
- サテリコン : Volcano (2002年) ※「Angstridden」「Mental Mercury」「Black Lava」のボーカルを担当
- リタ・マルコチュリ : Koine (2003年)
- ロバート・ワイアット : 『クックーランド』 - Cuckooland (2003年)
- ウィブティー : Sweet Mental (2006年) ※「The Ball」のボーカルを担当
- ロバート・ワイアット : 『コミックオペラ』 - Comicopera (2007年)
- スティーヴ・ジャンセン : 『スロープ』 - Slope (2008年) ※「Cancelled Pieces」のボーカルを担当
- スティーヴ・ジャンセン : 4 Remixes from Slope (2008年) ※EP。「Pieces Cancelled (Cancelled Pieces Remix)」のボーカルを担当